# Roger Tuivasa-Sheck

a Compétitions nationales et continentales officielles uniquement.

b Matchs officiels uniquement.
Dernière mise à jour le 23 septembre 2024.
Roger Tuivasa-Sheck, né le 6 mai 1993 à Apia (Samoa), est un joueur international néo-zélandais de rugby à XIII et à XV. Il évolue aux postes d'arrière, ailier à XIII, et à celui de centre à XV.
Il commence sa carrière à XIII en National Rugby League (« NRL ») avec la franchise des Sydney Roosters en 2012, avant de jouer avec les New Zealand Warriors entre 2016 et 2021. Il représente la sélection néo-zélandaise entre 2013 et 2019, disputant les Coupes du monde 2013 et 2017.
En 2021, il décide de passer au rugby à XV et rejoint la franchise des Blues en Super Rugby. Moins d'un an après son passage à XV, il devient international néo-zélandais dans ce sport.

## Biographie

### Jeunesse et formation
Roger Tuivasa-Sheck est né à Apia aux Samoa. Son père Johnny Tuivasa est un ancien joueur samoan de rugby à XV, tandis que sa mère Liesha Sheck est néo-zélandaise,. La famille émigre en Nouvelle-Zélande alors que Roger est âgé de deux ans, et vit dans un premier temps à Māngere, avant de s'installer à Otara dans la banlieue sud d'Auckland.
Il commence à pratiquer le rugby à XV à l'âge de six ans avec de club d'East Tamaki, où il est entraîné par l'ancien All Black Eric Rush,. Tout en continuant à jouer à XV, il fait ensuite ses premiers pas au rugby à XIII à l'âge de douze ans avec les Otahuhu Leopards.
À l'adolescence, il entre à l'Otahuhu College (en), où il pratique parallèlement le rugby à XV et à XIII. À XV, il joue rapidement avec l'équipe première de l'établissement, où il fait montre de son talent. Il joue également avec les équipes jeunes de la franchise des Blues. À XIII, il joue également avec son établissement, et il est le capitaine de l'équipe qui remporte le championnat national scolaire en 2011,. Toujours à XIII, il représente aussi les équipes jeunes de la province des Counties Manukau (en).
Tuivasa-Sheck joue avec la sélection scolaire néo-zélandaise à XV (en) en 2011, aux côtés de joueurs comme Ardie Savea ou Ngani Laumape,.
À la fin de sa scolarité, il est repéré par son talent, et reçoit des offres de contrat de la part d'équipes de rugby à XV comme les Blues et les Crusaders, et de rugby à XIII comme les Sydney Roosters et les New Zealand Warriors. Alors qu'il souhaitait initialement rester en Nouvelle-Zélande, il accepte finalement le rejoindre les Roosters, notamment grâce à la possibilité de suivre des études à côté du rugby.

### Début de carrière à XIII à Sydney (2012-2015)

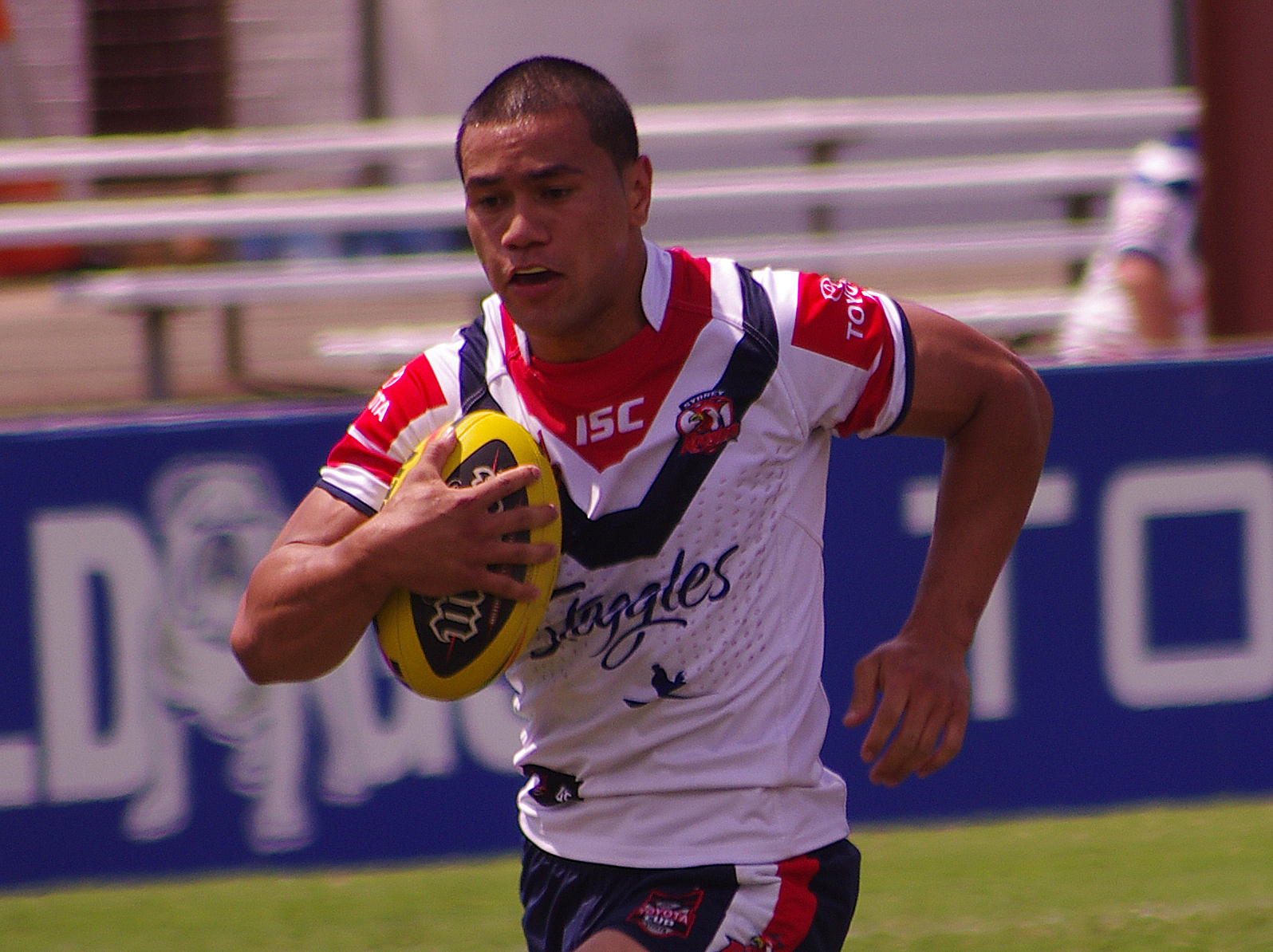
Roger Tuivasa-Sheck en février 2012 avec l'équipe des moins de 20 ans des Sydney Roosters.

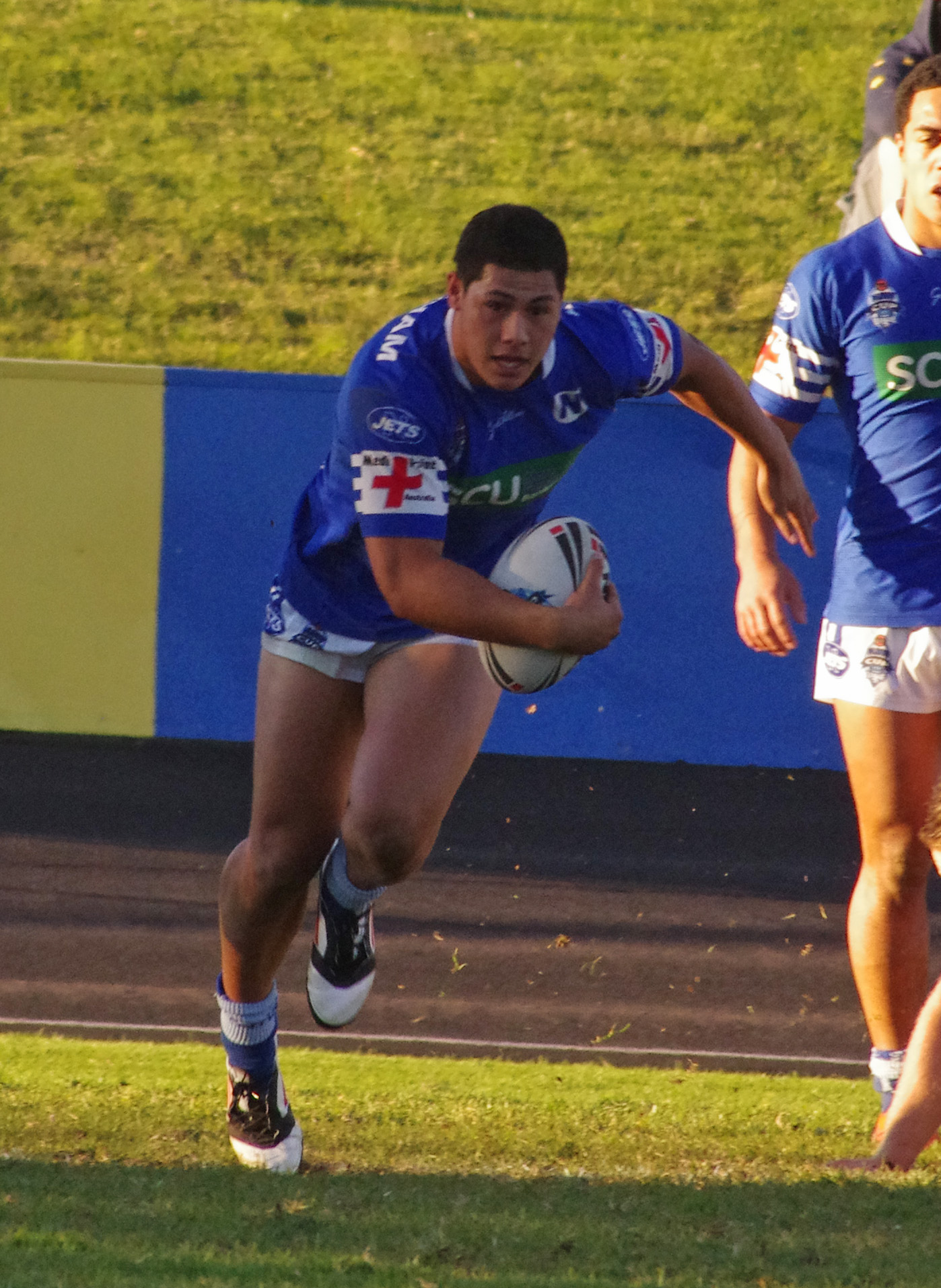
Roger Tuivasa-Sheck avec les Newtown Jets en 2012.

Roger Tuivasa-Sheck rejoint donc à la fin de l'année 2011 les Sydney Roosters, où il s'est engagé pour deux saisons. Il joue dans un premier temps au poste d'ailier avec l'équipe des moins de 20 ans du club en National Youth Competition. Auteur de bonnes performances, il sera ensuite nommé dans l'équipe type de la saison. Il est rapidement promu avec l'équipe réserve des Roosters, les Newtown Jets, évoluant en NSW Cup.
Plus tard en 2012, il promu en cours de saison au sein de l'effectif professionnel, et fait ses débuts en National Rugby League (NRL) le 26 juillet 2012 contre les Gold Coast Titans,. Lors de sa première saison, il joue six matchs, tous au poste d'ailier. Auteur de performances remarquées, il est alors considéré comme l'un des joueurs les plus prometteur du championnat,. Il prolonge alors son contrat avec les Roosters pour trois nouvelles saisons, portant son engagement jusqu'en 2015.
En octobre 2012, il est sélectionné avec la sélection des moins de 20 ans néo-zélandaise, les Junior Kiwis (en). Après avoir affronté la sélection junior australienne, il est élu meilleur joueur néo-zélandais dans cette catégorie d'âge,.
Lors de sa seconde saison de NRL, Tuivasa-Sheck s'impose comme un titulaire indiscutable avec les Roosters, principalement au poste d'ailier. Il prend une part active à l'excellente saison de l'équipe de Sydney, qui termine premier de la saison régulière, puis remporte la compétition après une finale gagnée face aux Manly Warringah Sea Eagles. À l'issue de la compétition, il est élu meilleur ailier de la saison.
En avril 2013, il est sélectionné pour la première fois avec l'équipe de Nouvelle-Zélande de rugby à XIII à l'occasion de l'ANZAC Test en 2013,. Il ne dispute toutefois pas la rencontre, devant se contenter d'un rôle de 18e homme (réserviste).
Au mois d'octobre de la même année, il est rappelé en sélection pour prendre part à la Coupe du monde 2013, où la Nouvelle-Zélande doit défendre son titre acquis cinq ans plus tôt. Il obtient sa première cape avec les Kiwis lors de la compétition, lors du premier match de poule face aux Samoa, marquant un essai à cette occasion,. Auteur de performances remarquées, il s'impose immédiatement comme un titulaire indiscutable à l'aile de sa sélection, et commence chaque match de la compétition,. Son équipe parvient jusqu'en finale, où elle s'incline face à l'Australie, et Tuivasa-Sheck est contraint de quitter le terrain dès la septième minute du match à cause d'une blessure à la jambe. Personnellement, il inscrit huit essais en six rencontres.
En mai 2015, il dispute l'ANZAC Test avec les Kiwis, et participe à la victoire de son équipe, qui remporte cette rencontre pour la première fois depuis 1998.
Pour la saison 2015 de NRL, il est replacé du poste d'ailier à celui d'arrière à la suite du départ à la retraite d'Anthony Minichiello. Ce changement se révèle être une grande réussite, Tuivasa-Sheck enchaînant les bonnes performances, au point d'être élu meilleur arrière de NRL dès sa première saison à ce poste,. Il fait également sa meilleure saison d'un point de vue comptable avec douze essais en vingt-sept matchs, et en battant également le record de mètres parcourus ballon en main en une saison,,.

### Retour en Nouvelle-Zélande avec les Warriors (2015-2021)
Après quatre saisons en Australie, Roger Tuivasa-Sheck décide en 2015 de retourner jouer en Nouvelle-Zélande, et rejoint les New Zealand Warriors à partir de la saison 2016 de NRL,. Il signe un contrat de trois ans avec son nouveau club, le tout pour un salaire important (estimé autour des 800 000 dollars australiens annuels).
Il joue son premier match sous ses nouvelles couleurs le 5 mars 2016 contre les Wests Tigers. Sa première saison avec les Warriors est cependant écourtée après seulement sept matchs, après qu'il a subi une rupture des ligament croisé antérieur.
Tuivasa-Sheck retourne à la compétition seulement la saison suivante, après pratiquement une année sans jouer,. Lors de cette même saison, il est nommé capitaine des Warriors.
En 2017 également, il fait son retour avec la sélection néo-zélandaise pour l'ANZAC Test, après deux ans d'absence,.
Plus tard la même année, il est retenu avec les Kiwi pour disputer sa deuxième Coupe du monde. Il dispute les quatre matchs de son équipe, qui échoue en quart de finale du tournoi après une défaite face aux Fidji,.
Au début de l'année 2018, il prolonge son contrat avec les Warriors pour quatre saisons supplémentaire, soit jusqu'en 2022. Lors de la saison 2018 de NRL}, après une année accomplie en club, il est à nouveau élu meilleur arrière du championnat, et surtout reçoit la Dally M Medal qui récompense le meilleur joueur de NRL. Il devient le premier joueur des Warriors à remporter cette récompense.
L'année suivante, il reçoit une nouvelle récompense prestigieuse : le Golden Boot, récompensant le meilleur joueur de rugby à XIII au niveau international,.
Le 30 janvier 2021, il annonce sa volonté de quitter les Warriors, et le rugby à XIII, à la fin de l'année afin d'aller jouer au rugby à XV en Nouvelle-Zélande. Il quitte ainsi le rugby à XIII après dix saisons au plus haut niveau. Finalement, alors qu'il reste sous contrat théoriquement jusqu'à la fin d'année, il est libéré de façon anticipée en juillet 2021.

### Passage au rugby à XV (depuis 2021)
En 2021, Roger Tuivasa-Sheck officialise la signature d'un contrat de deux ans avec la franchise de rugby à XV néo-zélandaise des Blues en Super Rugby. Il effectue ce changement de discipline avec pour objectif de rejoindre rapidement les All Blacks, et tenter de disputer la Coupe du monde 2023. Avant de jouer pour les Blues lors de la saison 2022 de Super Rugby, il fait ses premiers pas à XV avec la province d'Auckland pour la saison 2021 de NPC. Il n'a toutefois pas l'occasion de jouer avec sa nouvelle équipe, puisque la saison 2021 d'Auckland est fortement écourtée en raison des mesures sanitaires appliquées à cette région dans le cadre de la pandémie de Covid-19.
Lors de la pré-saison avec les Blues, il est annoncé que son poste à XV devrait être celui de premier centre,. Il joue son premier match professionnel de rugby à XV le 26 février 2022 contre les Hurricanes. Il joue un total de onze matchs lors de sa première saison, et inscrit un essai. Son équipe est l'auteur d'une bonne saison, et parvient jusqu'en finale de la compétition où elle s'incline face aux Crusaders. D'un point de vue personnel, Tuivasa-Sheck est l'auteur d'une première saison encourageante selon les observateurs,.
Après sa première saison avec les Blues, il est sélectionné pour la première fois avec les All Blacks par Ian Foster, afin de préparer une série de test-matchs face à l'Irlande,. Il obtient sa première cape lors du troisième match de la série le 16 juillet 2022 à Wellington.
En avril 2023, il annonce son départ des Blues et son retour au rugby à XIII sous les couleurs des New Zealand Warriors à partir de 2024, pour un contrat de trois saisons.

## Palmarès

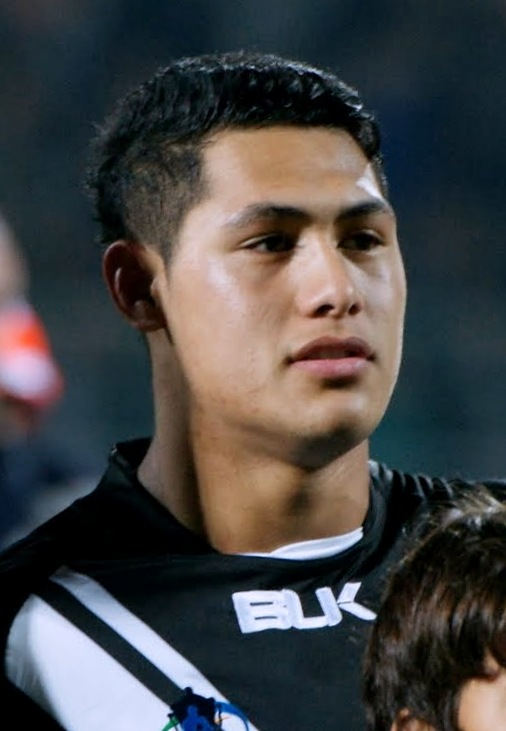
Roger Tuivasa-Sheck avec la sélection néo-zélandaise lors de la Coupe du monde de rugby à XIII 2013.

### En rugby à XIII
- Collectif :
  - Vainqueur de la National Rugby League : 2013 (Sydney Roosters).
  - Finaliste de la Coupe du monde : 2013 (Nouvelle-Zélande).
  - Vainqueur de l'ANZAC Test : 2015 (Nouvelle-Zélande).
- Individuel :
  - Élu Golden Boot : 2019
  - Élu meilleur joueur de la National Rugby League : 2018 (New Zealand Warriors).
  - Élu meilleur ailier de la National Rugby League : 2013 (Sydney Roosters).
  - Élu meilleur arrière de la National Rugby League : 2015 (Sydney Roosters) et 2018 (New Zealand Warriors).

### En rugby à XV
- Finaliste du Super Rugby en 2022 avec les Blues.
- Vainqueur du Rugby Championship en 2022.

## Statistiques

### En rugby à XIII

#### En sélection
Roger Tuivasa-Sheck compte 20 capes en équipe de Nouvelle-Zélande de rugby à XIII entre 2013 et 2019. Il inscrit 14 essais, soit 56 points.
En coupe du monde

#### En club
Roger Tuivasa-Sheck dispute un total de 195 matchs de National Rugby League entre 2012 et 2021, au cours desquels il marque 234 points (58 essais et 1 transformation).

### En rugby à XV

#### En sélection
Au 23 septembre 2024, Roger Tuivasa-Sheck compte 3 cape en équipe de Nouvelle-Zélande, dont 1 en tant que titulaire, depuis le 16 juillet 2022 contre l'équipe d'Irlande à Wellington.
Avec les All Blacks, il a participé à une édition du Rugby Championship, en 2022. Il dispute une rencontre dans cette compétition.